# Wajane armata
Wajane armata är en spindelart som beskrevs av Pekka T. Lehtinen 1967. Wajane armata ingår i släktet Wajane och familjen sammetsspindlar. Inga underarter finns listade i Catalogue of Life.